# Communauté de communes du pays de Marmoutier-Sommerau
La communauté de communes du Pays de Marmoutier-Sommerau (CCPMS) est une ancienne structure intercommunale regroupant 10 communes, située dans le département du Bas-Rhin et la région Grand Est.

## Historique
La communauté de communes est née le premier 1er janvier 2013 de la fusion de deux intercommunalités existantes, la C.C. du Pays de Marmoutier et la C.C. de la Sommerau, soit dix communes.
À la suite de la fusion, au 1er janvier 2016 d'Allenwiller, Birkenwald, Salenthal et Singrist pour former la commune nouvelle de Sommerau, elle comprend désormais sept communes.
Le 1er janvier 2017, elle fusionne avec la communauté de communes de la Région de Saverne pour former la communauté de communes de Saverne-Marmoutier-Sommerau.

## Composition
| Nom                | Code Insee | Gentilé           | Superficie (km2) | Population (dernière pop. légale) | Densité (hab./km2) |
| ------------------ | ---------- | ----------------- | ---------------- | --------------------------------- | ------------------ |
| Marmoutier (siège) | 67283      | Maurimonastériens | 14,07            | 2 664 (2014)                      | 189                |
| Dimbsthal          | 67096      | Dimbsthalois      | 1,91             | 308 (2014)                        | 161                |
| Hengwiller         | 67190      | Hengwillerois     | 2,15             | 186 (2014)                        | 87                 |
| Lochwiller         | 67272      | Lochwillerois     | 4,63             | 439 (2014)                        | 95                 |
| Reutenbourg        | 67395      | Reutenbourgeois   | 4,40             | 409 (2014)                        | 93                 |
| Schwenheim         | 67459      | Schwenheimois     | 4,96             | 752 (2014)                        | 152                |
| Sommerau           | 67004      |                   | 15,96            | 1 466 (2013)                      | 92                 |

## Administration
La communauté de communes du Pays de Marmoutier - Sommerau avait son siège à Marmoutier. Son dernier président est Jean-Claude Weil, maire de Marmoutier et ancien président de la C.C. du Pays de Marmoutier.